# Trattato di Manila (1954)
Il trattato di Manila, dal nome della città ove fu sottoscritto, fu il trattato internazionale che stabilì la creazione del Southeast Asia Treaty Organization. Istituito come parte della Dottrina Truman, venne firmato l'8 settembre 1954 con lo scopo di creare una coalizione anticomunista per tenere sotto controllo l'espansionismo della Cina.